# Maximilian Laprell

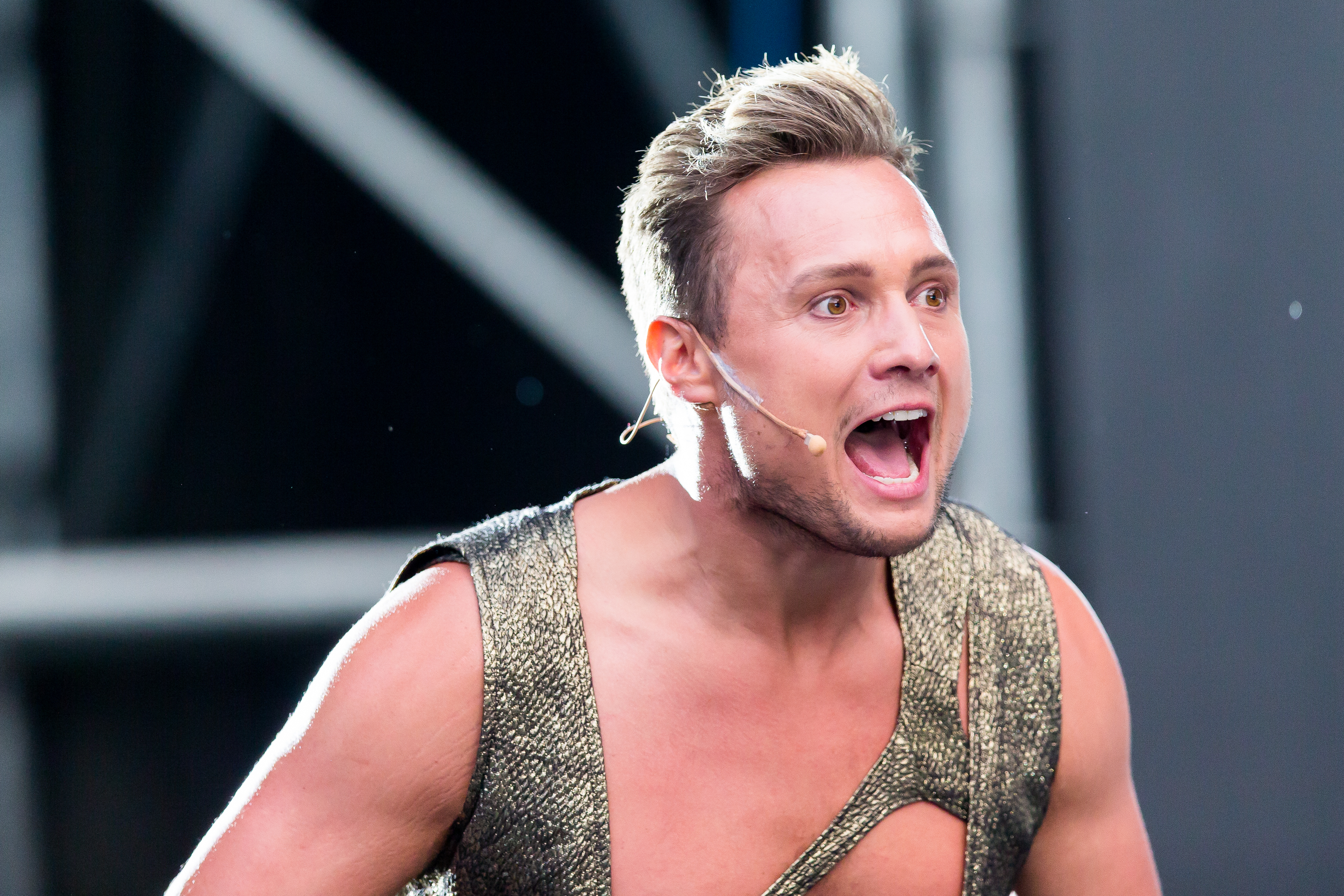
Maximilian Laprell als Gunther Klaus Castel bei den Nibelungenfestspielen in Worms 2016

Maximilian Laprell (* 24. Mai 1983 in Tegernsee) ist ein deutscher Schauspieler.

## Leben

### Ausbildung und Theater
Laprell absolvierte von 2003 bis 2007 seine Schauspielausbildung an Max Reinhardt Seminar in Wien. Er besuchte Kameraworkshops bei Michaela Rosen und István Szabo; Rollenunterricht hatte er bei Susanne Granzer. 2009 nahm er an einem Filmschauspielworkshop an der Filmakademie Baden-Württemberg teil.
Sein erstes Festengagement hatte er von 2007 bis 2009 am Stadttheater Koblenz. Zu seinen Rollen dort gehörten u. a. Staatssekretär Davison in „Maria Stuart“ (2007; Regie: Annegret Ritzel), Sergeant Brophy in „Arsen und Spitzenhäubchen“ (2007; Regie: Dirk Diekmann), Andres in „Woyzeck“ (2007; Regie: Werner Tritzschler), Kunstturner Roderigo in „Lulu“ (2007; Regie: Martin Kloepfer), der Kaiser von China in „Die chinesische Nachtigall“ nach dem Märchen von Hans Christian Andersen  (2008;  Regie: Annegret Ritzel),  Pedro dal Vegas in der Operette „Maske in Blau“ (2008; Regie: Theo Adewale Adebisi), Mitch in „Endstation Sehnsucht“ (2008;  Regie: Werner Tritzschler), König von Frankreich in „König Lear“ (2008; Regie: Annegret Ritzel), Truffaldino in „Der Diener zweier Herren“ (2009; Regie: Werner Tritzschler), Parzival in „Merlin oder das wüste Land“ von Tankred Dorst (2009;  Regie: Annegret Ritzel) und der Koch in „Mutter Courage und ihre Kinder“ (2009; Regie: Werner Tritzschler).
Ab 2010 hatte er ein festes Gastengagement am Vorarlberger Landestheater in Bregenz. Er spielte dort u. a. den Kooperator Vinzenz in „Die Pfarrhauskomödie“ von Heinrich Lautensack (2011; Regie: Günther Beelitz), den Herzog von Gloster in „Richard III.“ (2010; Regie: Andreas Kloos), Mackie Messet in Brechts/Weills „Die Dreigroschenoper“ (2011; Regie: Alexander Kubleka). Weitere Rollen dort waren Algernon Moncrieff in „Bunbury“ (2012; Regie: Steffen Jäger), Sir Toby Rülps in „Was ihr wollt“ (2013; Regie: Tobias Materna) und Ruggiero in dem Operntheater-Pop-Projekt „Alcin@“ (2014; Regie: Bernd Liepold-Mosser). In der Spielzeit 2015/16 trat er erneut am Vorarlberger Landestheater als Gast auf und übernahm die Rolle des Antilochos in „Penthesilea“.

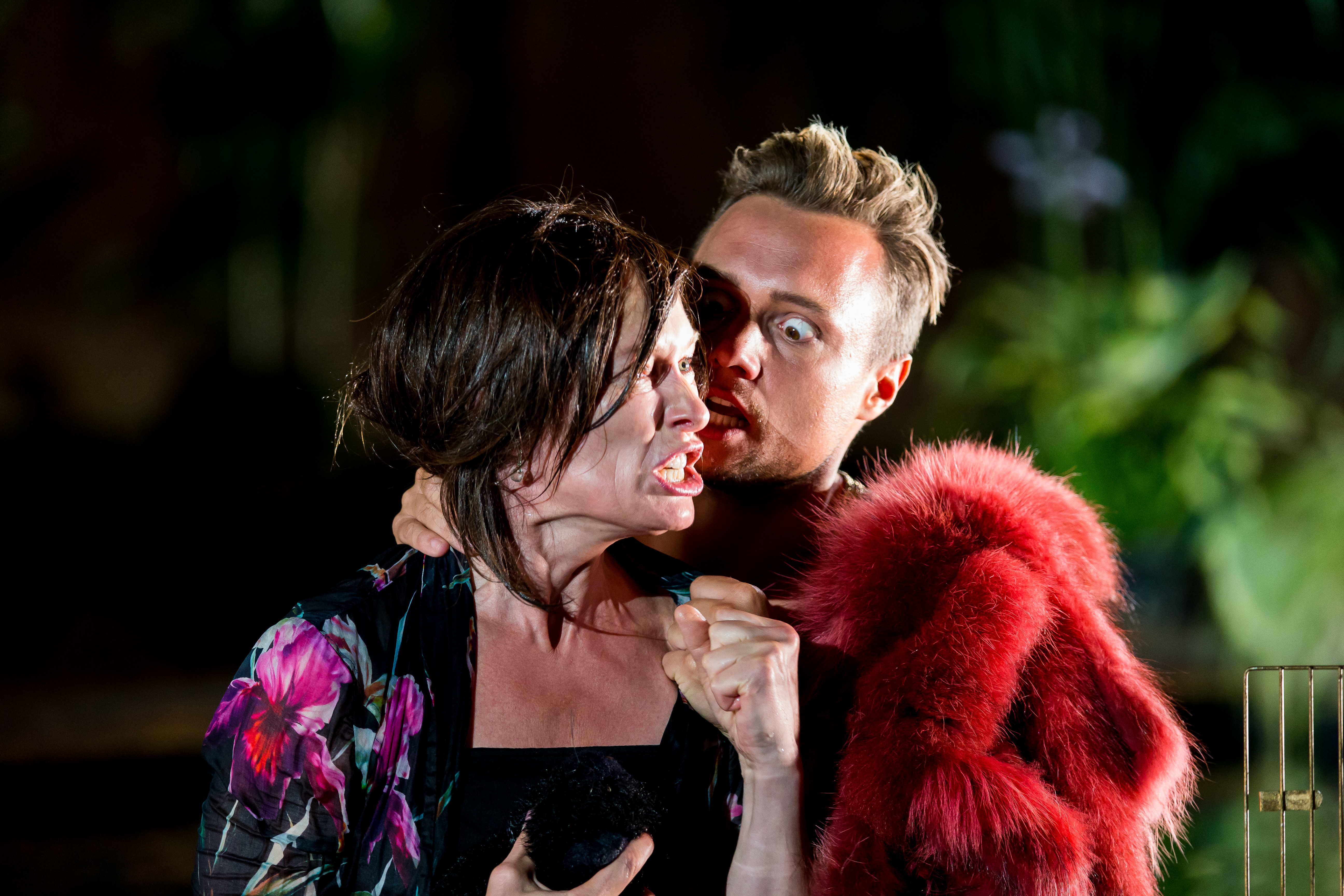
Maximilian Laprell als Gunther Klaus Castel bei den Nibelungenfestspielen in Worms 2016

2012 spielte er als Gast am Landestheater Linz die Rolle des Jonathan Brewster in „Arsen und Spitzenhäubchen“ unter der  Regie von Bernadette Sonnenbichler. Weitere Gastengagements hatte er, ebenfalls unter der Regie von Bernd Liepold-Mosser, am Stadttheater Klagenfurt (2014) und an der Neuen Bühne Villach (2015; Titelrolle in „Don Karlos“).
2016 gastierte er am Düsseldorfer Schauspielhaus als Gangster Emanuele Giri in Brechts Stücks „Der aufhaltsame Aufstieg des Arturo Ui“. Bei den Nibelungenfestspielen in Worms übernahm Laprell im Juli 2016 die Rolle des Gunther in der Uraufführung des Stücks „GOLD. Der Film der Nibelungen“ von Albert Ostermaier in der Regie von Nuran David Calis.
2011 war er beim Nestroy-Preis für den Publikumspreis nominiert.

### Film und Fernsehen
Laprell arbeitet seit 2006 regelmäßig auch für Film und Fernsehen. Er spielte in zahlreichen Fernsehserien mit; sehr häufig wurde er dabei in Serien und Fernsehfilmen mit süddeutschem, oberbayerischem oder österreichischem Hintergrund eingesetzt. Er spielte u. a. in der Fernsehreihe Unter Verdacht (2012, als Polizist Lorenz Pauli) und in Die reichen Leichen. Ein Starnbergkrimi (2014; als Verdächtiger Rudi). In dem Kinofilm Revolution now! (2015) von Nuran David Calis ist er in einer Nebenrolle zu sehen.
In der Fernsehserie Dahoam is dahoam hat Laprell seit 2014 eine wiederkehrende Seriennebenrolle. Er spielt Leopold Vogl, den älteren, homosexuellen Sohn der Rollenfigur Monika Vogl.
Er hatte außerdem Episodenrollen in den Serien Die Rosenheim-Cops (2011; als Stiefsohn Tobias Burghammer), Heiter bis tödlich: Hubert und Staller (2012; als einziger Verwandter und Erbe), München 7 (2013; als Einbrecher Gerd), Die Garmisch-Cops (2014; als Mitarbeiter eines Gondelliftbetreibers) und  SOKO Kitzbühel (2014; als tatverdächtiger Golfer Karl Spitzer).
In der 7. Staffel der ZDF-Krimiserie SOKO Stuttgart (2015) war er in einer Episodennebenrolle als tatverdächtiger Angestellter einer Masken- und Bühnenbildnerin zu sehen. In der ZDF-Produktion Team Alpin, der ab November 2018 platzierten Bergfilm-Reihe des Senders, übernahm Laprell eine der durchgehenden Nebenrollen. Er verkörperte Ludwig Schnellrieder, den Inhaber eines Sportartikelgeschäfts und Bürgermeister der fiktiven Alpengemeinde Engerberg. In der 7. Staffel der ZDF-Serie Bettys Diagnose (2021) übernahm Laprell eine der Episodenhauptrollen als hypochondrischer Opernsänger und Heldentenor Tristan Hoffmann, der glaubt, einen Herzinfarkt erlitten zu haben. In der 14. Staffel der ZDF-Serie Die Chefin (2023) war er als tatverdächtiger Angestellter eines getöteten Malermeisters zu sehen. In der 4. Staffel der ARD-Vorabendserie Watzmann ermittelt (2024) war er als tatverdächtiger Ex-Freund der Lebensgefährtin eines ermordeten jungen Bürgermeisters zu sehen.
Des Weiteren arbeitet er regelmäßig als Sprecher für Serien, Filme, Hörspiele und Hörbücher. Bekannt ist er unter anderem als Inspector Thomas Nightingale in der Audible-Produktion der Peter-Grant-Reihe von Ben Aaronovitch.
Maximilian Laprell lebt in München und in Tegernsee.

## Filmografie (Auswahl)
- 2007: Vier Frauen und ein Todesfall (Fernsehserie; Folge: Rattengift)
- 2011: Die Rosenheim-Cops (Fernsehserie; Folge: Ein mörderischer Verdacht)
- 2012: Unter Verdacht: Das Blut der Erde (Fernsehreihe)
- 2012, 2019: Heiter bis tödlich: Hubert und Staller (Fernsehserie; Folgen: Ein Stück vom Kuchen, Wasser des Lebens)
- 2013: München 7 (Fernsehserie; Folge: Ein letztes Mal)
- 2014: Die Garmisch-Cops (Fernsehserie; Folge: Gondelfahrt in den Tod)
- 2014: SOKO Kitzbühel (Fernsehserie; Folge: Gefährliche Liebschaften)
- 2014: Die reichen Leichen. Ein Starnbergkrimi (Fernsehfilm)
- 2014–2015: Dahoam is Dahoam (Fernsehserie; Seriennebenrolle)
- 2015: Revolution now! (Kinofilm)
- 2015, 2023: Die Chefin (Fernsehserie; Folgen: Treibjagd, Die Konsequenz)
- 2015: SOKO Stuttgart (Fernsehserie; Folge: Masken)
- 2016: München 7 (Fernsehserie; Folge: Es reicht!)
- 2018: Team Alpin – Endlich wieder wir (Fernsehreihe)
- 2018: Team Alpin – Stromabwärts (Fernsehreihe)
- 2019: SOKO München (Fernsehserie; Folge: Isegrim)
- 2020: Über Land (Fernsehserie; Folge: Kleine Fälle)
- 2021: Bettys Diagnose (Fernsehserie; Folge: Herzschmerzen)
- 2021: Kanzlei Berger (Fernsehserie; Folgen: Der Raser, Mutterliebe)
- 2021: Die Rosenheim-Cops (Fernsehserie; Folge: Die entführte Braut)
- 2024: Servus, Euer Ehren – Endlich Richterin (Fernsehfilm)
- 2024: Watzmann ermittelt (Fernsehserie; Folge: Der letzte Tusch)
- 2025: Die Rosenheim-Cops (Fernsehserie; Folge: Erst gestohlen, dann geklaut)

## Hörbücher
- 2020: Die tote Meerjungfrau, Kriminalroman von Thomas Rydahl und A. J. Kazinski, USM Audio, München 2020, ISBN 978-3-8032-9241-4
- 2021: Die Theologie des Wildschweins, Sardinien-Krimi von Gesuino Némus, USM Audio, München 2021, ISBN 978-3-8032-9257-5
- 2024: Throne of the Fallen – Verführt von Kerri Maniscalco, Hörbuch Hamburg/Osterwoldaudio, Hamburg 2024, ISBN 978-3-8449-3712-1